# Franz Zorell (Theologe)
Franz Zorell SJ (* 29. September 1863 in Ravensburg; † 14. Dezember 1947 in Rom) war ein deutscher Exeget und Lexikograph, spezialisiert auf Volapük, Griechisch, Latein, Aramäisch, Georgisch und Hebräisch.

## Leben
Nachdem er vier Jahre bei den Jesuiten die Stella Matutina und dann zwei Jahre das Gymnasium in seiner Heimatstadt besucht hatte, studierte er ein Jahr lang Orientalistik an der Universität Tübingen. 1882 schloss er sein Studium in Volapük ab, wo er zu einem der Spezialisten der Welt wurde und den Text der Volapük-Hymne verfasste. Am 1. Oktober 1884 trat er im Noviziat von Exaten bei Roermond den Jesuiten bei und schloss sein Studium der Philosophie und Theologie in Ditton Hall (Borough of Halton) und Valkenburg aan de Geul ab. Er studierte Griechisch in Berlin und veröffentlichte das Lexicon Graecum Novi Testamenti, dem er ab 1899 zwölf Jahre widmete und das schließlich 1911 erschien. Dann überlegte er, ein zweites biblisches Lexikon zu erstellen: Er arbeitete bis zu seinem Tod am Lexicon Hebraicum und Aramaicum Veteris Testamenti, einem lateinisch-hebräischen Wörterbuch, das er nicht vervollständigen konnte. 1899 wurde er Redakteur bei Scripturae Sacrae. Er übersetzte die Psalmen aus dem Hebräischen ins Lateinische (Psalterium ex Hebraeo Latinum). 1928 wurde er Professor für Armenisch und Georgisch am Pontificio Istituto Biblico, wo er bis 1944 blieb. Er beherrschte zwanzig alte und moderne Sprachen.

## Schriften (Auswahl)
- Chronica ecclesiae arbelensis ex idiomate syriaco in latinum vertit. Rom 1927, OCLC 6740195.
- Grammatik der altgeorgischen Bibelübersetzung. Mit Textproben und Wörterverzeichnis. Rom 1930, OCLC 878251128.
- Psalterium ex Hebraeo Latinum. Rom 1939, OCLC 1186955.
- Lexicon Hebraicum et Aramaicum Veteris Testamenti. Rom 1954, OCLC 934912608.